# Can Culleretes
Can Culleretes és un restaurant situat al carrer d'en Quintana, 5 de Barcelona, catalogat com a establiment d'interès (categoria E2).

## Història
El 1847 hi havia la xocolateria de Domènec Jovell, que el 1863 pertanyia a Ignasi Pujol i Viralta (†1884). El 1885 va passar a mans del seu fill Joaquim Pujol i Requesens, que també era propietari de l'edifici.
El 1895, Tito Regàs va adquirir el negoci, i el 1902 va encarregar-ne la reforma al pintor i decorador Jaume Llongueres per a transformar-lo en restaurant, que gaudí d'una gran popularitat fins a l'esclat de la Guerra Civil el 1936. Tot i que no va tancar les portes durant el conflicte, Regàs va fugir a l'estranger amb tota la familia. El 1939 va recuperar l'establiment, però no va tardar a cedir-lo, amb la condició que els beneficis fossin destinats als necessitats del ram d'hostalers i de cuiners.
El 1950, el negoci passà mans d'Antoni Jaumà i al seu germà, i el 1958, el van comprar Francesc «Sisco» Agut (nebot del restaurador Agustí Agut, que havia estat el seu mestre) i la seva dona Sussi Manubents.

## Descripció
Ocupa la planta baixa i l'entresòl de l'edifici, amb l'accés format per un moble de fusta encaixat al portal. Aquest disposa d'una llinda amb un gran treball decoratiu que consisteix en garlandes de fruits i un medalló central oval amb el nom de l'establiment i la data de fundació inscrita. La porta d'accés queda una mica enretirada del nivell de façana i així, formant un petit vestíbul, s'accedeix a l'interior amb una porta vidriera centrada i emmarcada per una fulla fixa a cada costat.
A l'interior, es conserven pocs elements originals, però cal mencionar alguns mobles, tres grans pintures murals amb imatges de Barcelona i grans llums, obra de Francesc Tey, que evoquen l'ambient de mitjan segle xix, i alguns dels arrimadors ceràmics situats al menjador de l'entrada, obra de Xavier Nogués. En un dels salons es conserva com a decoració l'antic rostidor de pollastres.